# Nederlandse kampioenschappen schaatsen afstanden 2018 - 1000 meter mannen
De 1000 meter mannen op de Nederlandse kampioenschappen schaatsen afstanden 2018 werd gereden op zondag 29 oktober 2017 in ijsstadion Thialf te Heerenveen. Er namen vierentwintig mannen deel.

## Statistieken

### Uitslag
| Positie | Schaatser          | Paar | Baan | Tijd       |
| ------- | ------------------ | ---- | ---- | ---------- |
| Goud    | Kai Verbij         | 10   | I    | 1:08.30    |
| Zilver  | Kjeld Nuis         | 10   | O    | 1:08.52    |
| Brons   | Koen Verweij       | 8    | O    | 1:08.96    |
| 4       | Thomas Krol        | 12   | I    | 1:09.22    |
| 5       | Pim Schipper       | 9    | I    | 1:09.46    |
| 6       | Hein Otterspeer    | 12   | O    | 1:09.49    |
| 7       | Dai Dai Ntab       | 6    | O    | 1:09.70 PR |
| 8       | Lucas van Alphen   | 11   | I    | 1:09.79    |
| 9       | Lennart Velema     | 7    | I    | 1:09.95(0) |
| 10      | Michel Mulder      | 9    | O    | 1:09.95(4) |
| 11      | Ronald Mulder      | 11   | O    | 1:10.04    |
| 12      | Martijn van Oosten | 7    | O    | 1:10.37    |
| 13      | Jan Smeekens       | 6    | I    | 1:10.40    |
| 14      | Sjoerd de Vries    | 8    | I    | 1:10.41    |
| 15      | Gerben Jorritsma   | 5    | I    | 1:10.56    |
| 16      | Gijs Esders        | 3    | I    | 1:10.59 PR |
| 17      | Aron Romeijn       | 4    | I    | 1:10.84    |
| 18      | Joost Born         | 5    | O    | 1:10.98    |
| 19      | Niek Deelstra      | 4    | O    | 1:11.15    |
| 20      | Tijmen Snel        | 2    | I    | 1:11.34 PR |
| 21      | Jesper Hospes      | 1    | I    | 1:11.45    |
| 22      | Frerik Scheffer    | 1    | O    | 1:12.01    |
| 23      | Thijs Roozen       | 3    | O    | 1:12.15    |
| NC      | Tom Kant           | 2    | O    | DNF        |

Bron:
Scheidsrechter: Berri de Jonge. Assistent: Ingrid Heijnsbroek 
 Starter: André de Vries 

Start: 17:19:00uur. Einde: 17:47:11uur

### Loting
| Rit | Binnenbaan       | Buitenbaan         |
| --- | ---------------- | ------------------ |
| 1   | Jesper Hospes    | Frerik Scheffer    |
| 2   | Tijmen Snel      | Tom Kant           |
| 3   | Gijs Esders      | Thijs Roozen       |
| 4   | Aron Romeijn     | Niek Deelstra      |
| 5   | Gerben Jorritsma | Joost Born         |
| 6   | Jan Smeekens     | Dai Dai Ntab       |
| 7   | Lennart Velema   | Martijn van Oosten |
| 8   | Sjoerd de Vries  | Koen Verweij       |
| 9   | Pim Schipper     | Michel Mulder      |
| 10  | Kai Verbij       | Kjeld Nuis         |
| 11  | Lucas van Alphen | Ronald Mulder      |
| 12  | Thomas Krol      | Hein Otterspeer    |

1987 · 
1988 · 
1989 · 
1990 · 
1991 · 
1992 · 
1993 · 
1994 · 
1995 · 
1996 · 
1997 · 
1998 · 
1999 · 
2000 · 
2001 · 
2002 · 
2003 · 
2004 · 
2005 · 
2006 · 
2007 · 
2008 · 
2009 · 
2010 · 
2011 · 
2012 · 
2013 · 
2014 · 
2015 · 
2016 · 
2017 · 
2018 · 
2019 · 
2020 · 
2021 · 
2022 · 
2023 · 
2024 · 
2025